# Mariene provincie Koude Gematigde Noordwestelijke Atlantische Oceaan
De Mariene provincie Koude Gematigde Noordwestelijke Atlantische Oceaan (5) (Engels: Cold Temperate Northwest Atlantic marine province) is een biogeografische provincie en ligt in het noordwesten van de Atlantische Oceaan in het Marien rijk Gematigde Noordelijke Atlantische Oceaan. De mariene provincie is vastgesteld door het World Wide Fund for Nature en The Nature Conservancy en is vernoemd naar de koude gematigde wateren in het noordwesten van de Atlantische Oceaan.
In het noordoosten grenst het gebied aan het Marien rijk Arctica en in het zuidwesten aan de mariene provincie Warme Gematigde Noordwestelijke Atlantische Oceaan (6).

## Geografie
De mariene provincie ligt voor de zuidoostkust van Canada en de noordoostkust van de Verenigde Staten.

## Biogeografie
Het gebied kent zeeleven dat houdt van gematigde temperaturen.

## Mariene ecoregio's
Deze mariene provincie bestaat uit 5 mariene ecoregio's:
- Mariene ecoregio Saint Lawrencebaai-Oostelijk Scotiaplat (37)
- Mariene ecoregio Zuidelijke Grand Banks-Zuidelijk Newfoundland (38)
- Mariene ecoregio Scotiaplat (39)
- Mariene ecoregio Golf van Maine/Fundybaai (40)
- Mariene ecoregio Virginia (41)